# Fosfofrutoquinase

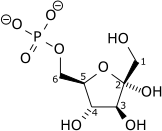
Frutose-6-fosfato

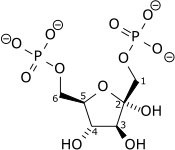
Frutose-1,6-bisfosfato

Frutose-2,6-bisfosfato

Fosfofrutoquinase (PFK, do inglês phosphofructokinase) é uma enzima quinase, uma enzima glicolítica que catalisa a transferência irreversível de um fosfato da ATP a frutose-6-fosfato. É o mais importante ponto de controle da glicólise. Sendo controlada pelo ATP e ADP.
Há dois tipos de fosfofrutoquinase:
- Fosfofrutoquinase 1 - converte a frutose-1,6-bisfosfato
- Fosfofrutoquinase 2 - converte a frutose-2,6-bisfosfato